# ایگور اسمولنیکوف
ایگور اسمولنیکوف (روسی: Игорь Александрович Смольников؛ زادهٔ ۸ اوت ۱۹۸۸) یک بازیکن فوتبال اهل روسیه است.
از باشگاه‌هایی که در آن بازی کرده‌است می‌توان به زنیت سن پترزبورگ، لوکوموتیو مسکو، روستوف اشاره کرد.
وی همچنین در تیم ملی فوتبال روسیه بازی کرده‌است.